# 盧蔵用
盧 蔵用（ろ ぞうよう、生年不詳 - 714年）は、唐代の文人・官僚。字は子潜。本貫は范陽郡涿県。

## 経歴
魏州司馬の盧璥（盧承慶の弟の盧承礼の子で、盧思道の子の盧赤松の孫）の子として生まれた。若くして文章と学識で知られた。進士に及第したが、官に召されず、「芳草賦」を著して意を表した。ほどなく終南山に隠居して、辟穀・練気の術を学んだ。篆書や隷書に巧みで、琴や囲碁を好み、多能の士と称された。陳子昂や趙元（字は貞固）と友情を結んだ。
長安年間、蔵用は召し出されて左拾遺に任じられた。ときに武則天が万安山に興泰宮を造営しようとすると、蔵用は上疏してこれを諫めたが、聞き入れられなかった。神龍元年（705年）、起居舎人となり、知制誥を兼ねた。まもなく中書舎人に転じた。蔵用は俗世界に禁忌への拘りが多く、道理に反していたことから、『析滞論』を著してそれらのことを敷衍した。
景龍年間、蔵用は吏部侍郎となった。蔵用の性格は抜きんでたところがなく、権力者に迫られることが多く、公正さを損なった。さらに蔵用は黄門侍郎に任じられ、昭文館学士を兼ねた。工部侍郎・尚書右丞に転じた。先天2年（713年）、太平公主につき従って罪に問われ、新州に配流された。さらに驩州に配流された。交州で反乱が起こり、蔵用は防御に功労があって、昭州司戸参軍に起用された。開元2年（714年）、黔州都督府長史に転じ、判黔州都督事を兼ねた。韶州で死去した。享年は五十数歳。著書に『春秋後語』10巻・『注老子』2巻・『注荘子内外篇』12巻・『子書要略』1巻・『盧蔵用集』30巻があった。

## 伝記資料
- 『旧唐書』巻94 列伝第44
- 『新唐書』巻123 列伝第48